# USS Osage (1863)
USS Osage – amerykański monitor rzeczny z okresu wojny secesyjnej. Okręt wszedł w skład United States Navy w 1863 roku, walczył w ramach sił Unii w składzie Eskadry Rzeki Missisipi, w rejonie rzeki Missisipi. Zatonął po wejściu na minę w 1865 roku. Okręt nazwano imieniem jednego z plemion Indian. Był to jeden z dwóch opancerzonych tylnokołowców służących w US Navy, obok bliźniaczego „Neosho”.

## Projekt i budowa
Projekt dwóch małych monitorów rzecznych dla US Navy, „Osage” i „Neosho”, został ostatecznie dopracowany w 1862 roku. Okręty o drewnianym kadłubie, opancerzone płytami żelaznymi, miały być wyposażone w jedną wieżę uzbrojoną w dwa 11-calowe (279 mm) gładkolufowe działa Dahlgrena. Najlepiej chroniona przed wrogim ostrzałem była wieża, której grubość pancerza wynosiła 152 mm. Okręt napędzany był przez dwucylindrowy silnik parowy, dla którego parę wytwarzały 4 kotły. Silnik napędzał koło napędowe umieszczone w tylnej części kadłuba. Do konstrukcji osłaniającej koło napędowe przylegała niewielka nadbudówka, na której znajdował się mostek. Relatywnie niewielkie rozmiary okrętu i jego lekkie opancerzenie, powodowały, że charakteryzował się on niewielkim zanurzeniem, co w połączeniu z napędem tylnokołowym powodowało, że okręt był dobrze przygotowany do służby na płytkich wodach rzek. 
Okręt został zwodowany w stoczni Union Iron Works w Carondelet (obecnie część Saint Louis) 13 stycznia 1863 roku . Po zwodowaniu okazało się, że ma mniejszą wyporność niż zakładano, w związku z czym możliwe było dodanie dodatkowego opancerzenia. Wejście do służby miało miejsce 10 lipca 1863 roku w Cairo w stanie Illinois.

## Służba
Po wejściu do służby głównym zadaniem „Osage” było zapewnienie bezpieczeństwa żeglugi i przeciwdziałanie atakom resztek wojsk konfederackich w rejonie rzeki Missisipi. Pomiędzy 12 marca a 22 maja 1864 roku, wraz z innymi okrętami, uczestniczył w ekspedycji na Red River admirała Davida Dixona Portera. 12 marca wspierał atak na Aleksandrię. Podczas tej kampanii, 12 kwietnia, w pobliżu Blair's Landing okręt wraz z USS „Lexington” odparł atak sił konfederackich liczących około 2500 żołnierzy. Podczas tego starcia zostało rannych siedmiu członków załogi „Osage”. 
W czerwcu 1864 roku okręt wszedł na mieliznę i doznał poważnych uszkodzeń kadłuba. Naprawa kadłuba mogła zacząć się dopiero po trzech miesiącach. 1 lutego 1865 roku okręt został przeniesiony do West Gulf Blockading Squadron. W ramach tej jednostki uczestniczył 28 marca w ataku na Spanish Fort. 29 marca 1865 roku wszedł na minę w Blakeley River i zatonął . Okręt został podniesiony z dna 22 listopada 1867 roku i sprzedany .